# Marc et André
Pour les articles homonymes, voir Schlesser.

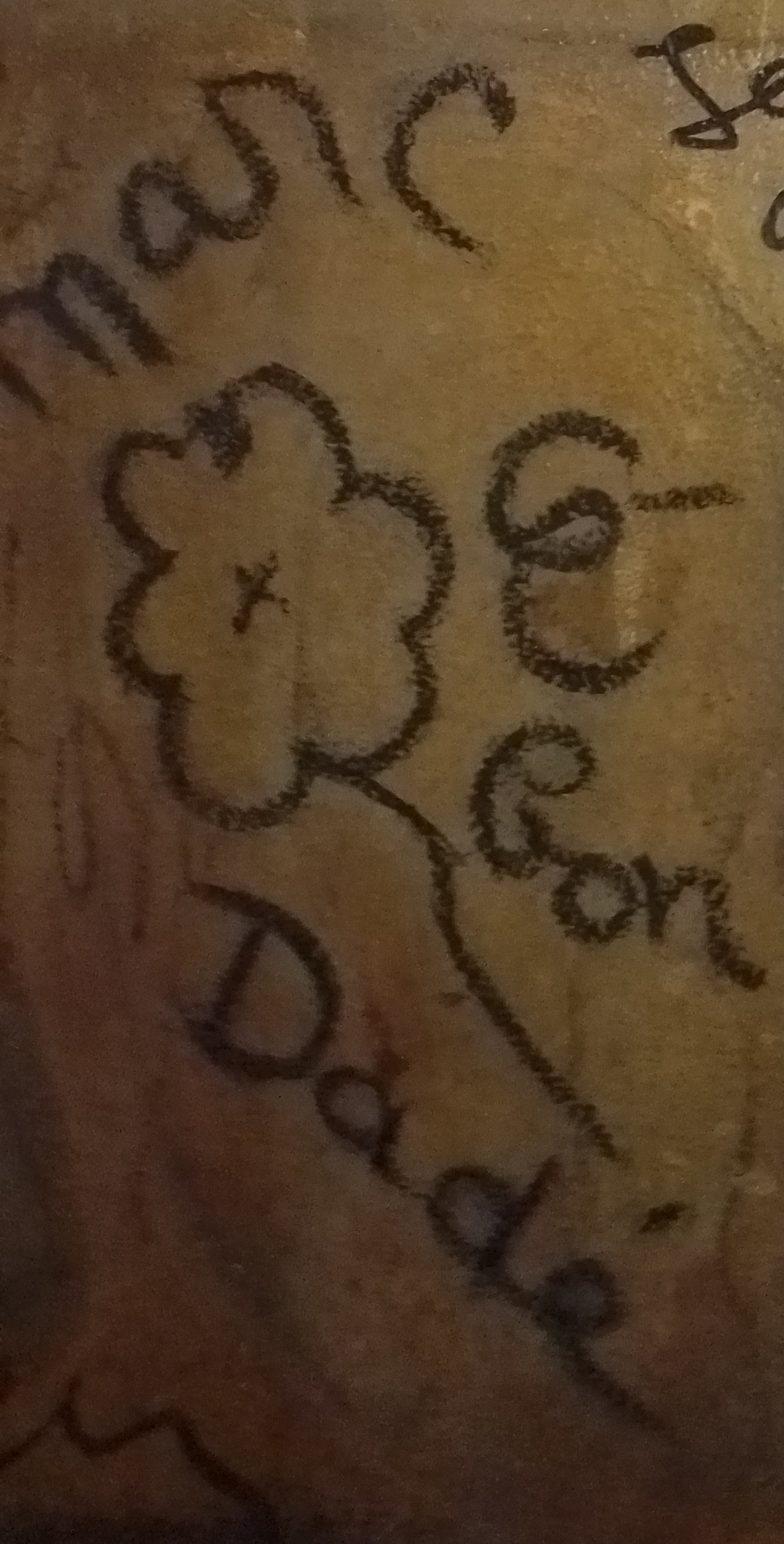
Inscription de Marc Chevalier (Marc) et André Schlesser (Dadé) dans l'auberge Chez Cul-de-paille à Poitiers

Marc et André est un duo de chanteurs, de comédiens de théâtre et d'animateurs de cabaret, formé de Marc Chevalier et André Schlesser.

## Biographie
Le groupe de duettistes chansonniers Marc et André (Marc Chevalier et André Schlesser) naît vraiment en 1947. 
Marc Chevalier, après la guerre, en 1945 fait la connaissance d'André Schlesser dans la pièce musicale « Les Gueux au Paradis », montée par Maurice Jacquemont. Le courant passe tout de suite entre eux, et pendant la tournée qu'ils effectuent avec la troupe, ils s’amusent à chanter ensemble régulièrement. 
En 1947, alors que Chevalier est revenu en vacances dans sa ville natale d'Avignon, il rencontre par hasard André Schlesser qui participe aux côtés de Jean Vilar au premier festival d’Avignon. Trop contents de se retrouver, et passionnés déjà de chanson de cabaret, de récital, ils décident de monter à Paris pour y chanter ensemble. Ils prennent le nom de Marc et André et tentent leur chance aux auditions avec quelques chansons, essentiellement des reprises. Engagés dans les cabarets de Montmartre, ils commencent à se produire notamment chez Maître Pierre grâce à Jacques Douai qui les encourage et leur trouve des qualités certaines. On les trouve ensuite chez Pom, au Lapin Agile... Et Rive Gauche, ils chantent aux Assassins, au Quod Libet, au Méphisto, au Café de L'Écluse. 
En 1949, au cabaret « Le Lapin Agile, ils font la connaissance de Brigitte Sabouraud et Léo Noël, venus faire eux aussi leur petit numéro de tour de chant. Sur les quais de la Seine en 1951, ce quatuor d'artistes fonde le Cabaret L'Écluse en lieu et place du Café de l'Écluse dans lequel se produisait Marc et André, ainsi que le jeune Léo Ferré. Peu à peu, l'Écluse deviendra jusqu'en 1974 le cabaret de référence de la rive gauche, formant des dizaines de chanteurs dont beaucoup furent de grands noms de la chanson française.  Ils deviendront alors ensemble quatre références incontournables de la rive gauche de 1950 à 1970.
André Schlesser, que Marc Chevalier surnomme affectueusement et surtout par amitié Dadé, devient un compagnon de route artistique jusqu'en 1974 à la fermeture du Cabaret L'Écluse.
Marc et André se donneront régulièrement en spectacle au Cabaret L'Écluse assumant après le décès de Léo Noël et le départ de Brigitte Sabouraud la direction de l'établissement et la présentation des numéros dont le numéro 6, clou du spectacle en la personne de la vedette confirmée.
En duo, ils interprètent notamment  :
- de Léo Ferré : L’Île Saint-Louis, Monsieur William (sur un texte de Jean-Roger Caussimon), Le Bateau espagnol, Pauvre Rutebeuf (sur un poème de Rutebeuf), Les Poètes, etc.
- d’Aristide Bruant : À Montmerte, Marida
- de Francis Lemarque : Mon bateau, Le Chemin des oliviers, Y'avait un général,
- de Stéphane Golmann : Actualités, Jean de Honfleur, La Marie-Joseph,
- de Félix Leclerc : La Chanson du pharmacien
- d’Henri Gougaud : La Pendule,
- de Marc-Antoine Désaugiers : Tableau de Paris à cinq heures du matin,
- de Jean Ferrat : Deux enfants au soleil,
- de Georges Brassens : Il n’y a pas d’amour heureux sur un poème de Louis Aragon, etc.
- du folklore...

Le succès naissant, Marc et André commencent à se produire en Europe et aux États-Unis :  « Deux voix parfaitement accordées pour promener sur les routes de France et de Belgique (Barbara les invita à Bruxelles dans son Cheval Blanc), de Navarre et d'Amérique, les trésors de notre répertoire (une longue tournée sur les campus les y fit découvrir à toute une génération de jeunes yankees ». Propos de Bernard Merle dans « La lettre des amis de Barbara » N°28 Hiver 2006
Ils sont ainsi à l'affiche du cabaret Au Cheval Blanc, invités par Barbara alors nouvelle responsable du lieu, et qui venait d'être recalée aux auditions du Cabaret  L'Écluse : « Ce soir-là, elle n'a pas chanté, nous avons chanté seuls puisque nous avions certaines chansons en commun à ce moment-là ».
Ils enregistrent plusieurs disques EP 45 / 4 Titres qui sortent aussi en format single, notamment avec la maison de disques Vega. En 1956, ils obtiennent pour la première fois de leur carrière le Grand Prix du Disque 1956 de l'Académie Charles Cros.
De 1954 à 1963, Marc et André seront les chanteurs attitrés du TNP de Jean Vilar, tout comme Maurice Jarre en est le compositeur attitré. Ils interviendront dans plusieurs pièces : L'Étourdi, Marie Tudor, Le Mariage de Figaro, Les Caprices de Marianne… C'est ainsi que l'on peut les entendre sur plusieurs enregistrements sonores de théâtre de l'époque et sur la compilation double LP « Chansons de Théâtre » parue chez Ades en 1987, qui regroupe en 20 plages l'essentiel de leur répertoire dans ce domaine très particulier des chansons écrites pour le théâtre. Cette riche collaboration se termine par un sacre en 1963. La chanson « Les chemins de l'amour » extraite de cet album préfacé par Jean Vilar, a permis à Marc et André d'obtenir un second Grand Prix du Disque de l'Académie Charles Cros en 1963. Ce titre, paroles de Jean Anouilh, musique de Francis Poulenc, a été écrit pour la pièce « Leocadia », créée à Paris en 1940.  
Les prestations sur la scène du Théâtre de Chaillot, puis au Festival d’Avignon, les conduisent alors à parcourir le monde avec un récital composé de « chansons d’hier et d’aujourd’hui ». Devenus de véritables ambassadeurs de la chanson francophone, ils sillonnent l’Allemagne, l’Angleterre, l'Algérie, le Maroc, Madagascar et les États-Unis en autres, répondant à l’invitation de nombreuses universités et organismes d’état, et ce pendant près de quinze ans.
Début 1965, avec les éditions Lucien Adès / Le Petit Ménestrel, ils enregistrent 16 titres de chansons pour enfants avec un ensemble instrumental sous la direction de Jean Baitzouroff qui seront réunis en 2 albums de la série Oh! les jolies Rondes et Chansons (7 livres disques au total). Trois autres albums de cet ensemble ont été enregistrés par Denise Benoit avec le même orchestre. Les livrets d'accompagnement et les pochettes sont illustrés par Maurice Tapiero.
Ils cessent de chanter ensemble à la fermeture du Cabaret L'Écluse, fin 1974. Marc Chevalier crée en 1975 un centre de formation aux métiers d’art et de la communication (CREAR), et André Schlesser continue son chemin d’interprète jusqu'en 1985, année de sa disparition.
Dans les années 1990, avec l'avènement du format compact discs, plusieurs compilations de leurs enregistrements sont éditées et font l'objet de rééditions régulières, témoignage du profond intérêt qu'ont su susciter ces deux artistes à leur époque.

## Récompenses professionnelles
- « Grand Prix du Disque 1956 de l'Académie Charles Cros ».
- « Grand Prix du Disque 1963 de l'Académie Charles Cros[1] » : pour la chanson Les chemins de l'amour extraite de l'album Chansons de théâtre et extrait de la pièce Léocadia de Jean Anouilh / Francis Poulenc, compositeur, interprétée par Marc Et André.

Marc et André sont célèbres pour avoir interprété avec succès de nombreuses chansons populaires dès la fin des années 1940 : « A l'enseigne de la fille sans cœur », « L'Ile Saint-Louis », « Monsieur William », « À Paris dans chaque faubourg », « Il n'y a pas d'amour heureux », titres emblématiques de cette époque qui sont régulièrement diffusés encore de nos jours sur les ondes radio.

## Discographie

### Compilations
Autres
- 1963 : Refrains d'hier (Compilation LP ) ∫ Disques Pacific LDPD6322.

Titre 9 : À Montmartre interprétée par Marc et André.
- 1954 : Paris Star : The French Broadcasting System in North America

Titre 2 : Danse de mai (radio 1954) interprétée par Marc et André.
- 1958 : Gérard Philipe joue Musset[11] ∫ Disques Adès 13030[12] .

Titre 4 : Chanson de l'étoile et Titre 5 : Sérénade interprétés par Marc et André.

### Archives presse et papiers
- Bibliothèque nationale de France : Cabaret L’Écluse : Ensemble de documents concernant le cabaret L'Écluse et son fondateur[14].

Donation de Monsieur Marc Chevalier, fonds entré en 2008 au département des Arts du spectacle. Le fonds se compose des archives du cabaret (administration, programmation, presse, photographies) et de documents concernant la carrière du duo Marc et André, dont des partitions et des disques.